# トロンツァーノ・ヴェルチェッレーゼ
トロンツァーノ・ヴェルチェッレーゼ（イタリア語: Tronzano Vercellese）は、イタリア共和国ピエモンテ州ヴェルチェッリ県にある、人口約3,400人の基礎自治体（コムーネ）。

## 地理

### 位置・広がり
ヴェルチェッリ県南西部に位置するコムーネで、県都ヴェルチェッリから西へ19km、ビエッラから南南東へ26km、州都トリノから北東へ49kmの距離にある。
コムーネ面積は 44.95 km2 で、北西-南東方向に長い領域を持つ。トロンツァーノ・ヴェルチェッレーゼの中心集落は町域の北西部に位置する。

#### 隣接コムーネ
隣接するコムーネは以下の通り。
| - サンティア - 北 - サン・ジェルマーノ・ヴェルチェッレーゼ - 北東 - クローヴァ - 東 - ロンセッコ - 南東 - ビアンツェ - 南西 - ボルゴ・ダーレ - 西 - アーリチェ・カステッロ - 北西 |

## 交通

### 道路
国道
- SS11 (it:Strada statale 11 Padana Superiore)

### 鉄道
- トリノ＝ミラノ線 (it:Ferrovia Torino-Milano) 
  - トロンツァーノ駅 (it:Stazione di Tronzano)

## 姉妹都市
- Eyguières、フランス